# Kødkernesvamp-ordenen
Kødkernesvamp-ordenen (Hypocreales) er en orden af svampearter, som er inddelt i fem familier.
| Familier |

- Bionectriaceae
- Clavicipitaceae
- Hypocreaceae
- Nectriaceae
- Niessliaceae